# Le Temple de Paradis
Le Temple de Paradis ou Lyon, intérieur du Temple de Paradis est un tableau de Jean Perrissin peint entre 1569 et 1570. L'œuvre est exposée au musée international de la Réforme à Genève.

## Sujet

### Description
Le tableau représente le début d'un service de mariage ou de baptême dans ce temple protestant de forme circulaire à Lyon. Les femmes sont assises au centre, en face de la chaire, les hommes sur les côtés, avec les enfants. Le pasteur, en chaire, dispose d'un petit sablier pour mesurer son temps de prédication. Certains hommes portent des épées, marque de leur noblesse, d'autres pas, ce qui reflète une certaine mixité de la communauté. Le chien, au centre, est le symbole de la fidélité, mais aussi de la non-sacralité des temples protestants, cet animal étant souvent associé à l'impureté.
La galerie présente les armoiries de Lyon et les armoiries de la France. Sur les bancs se trouvent aussi quelques fleurs de lys. Le peintre protestant Jean Perrisin a sans doute voulu souligner ici la fidélité des Huguenots à la France et au roi. Sur deux socles portant des aiguières, on peut lire des citations de l'évangile en français : « Tu aimeras le Seigneur ton Dieu de tout cœur / Et ton prochain comme toy mesme. Mat.22 ».

### Contexte
Le temple de Paradis est construit en 1564, peu après la Paix d'Amboise et le synode national de 1563. Il est situé au lieu-dit « de Paradis », rue des Etableries, entre la rue Tupin et la rue Ferrandière. Lyon sort alors des événements de 1562 qui ont vu la prise de Lyon par les calvinistes menés François de Beaumont, baron des Adrets. Il est détruit avec la reprise des Guerres de Religion en 1567,.

## Histoire du tableau

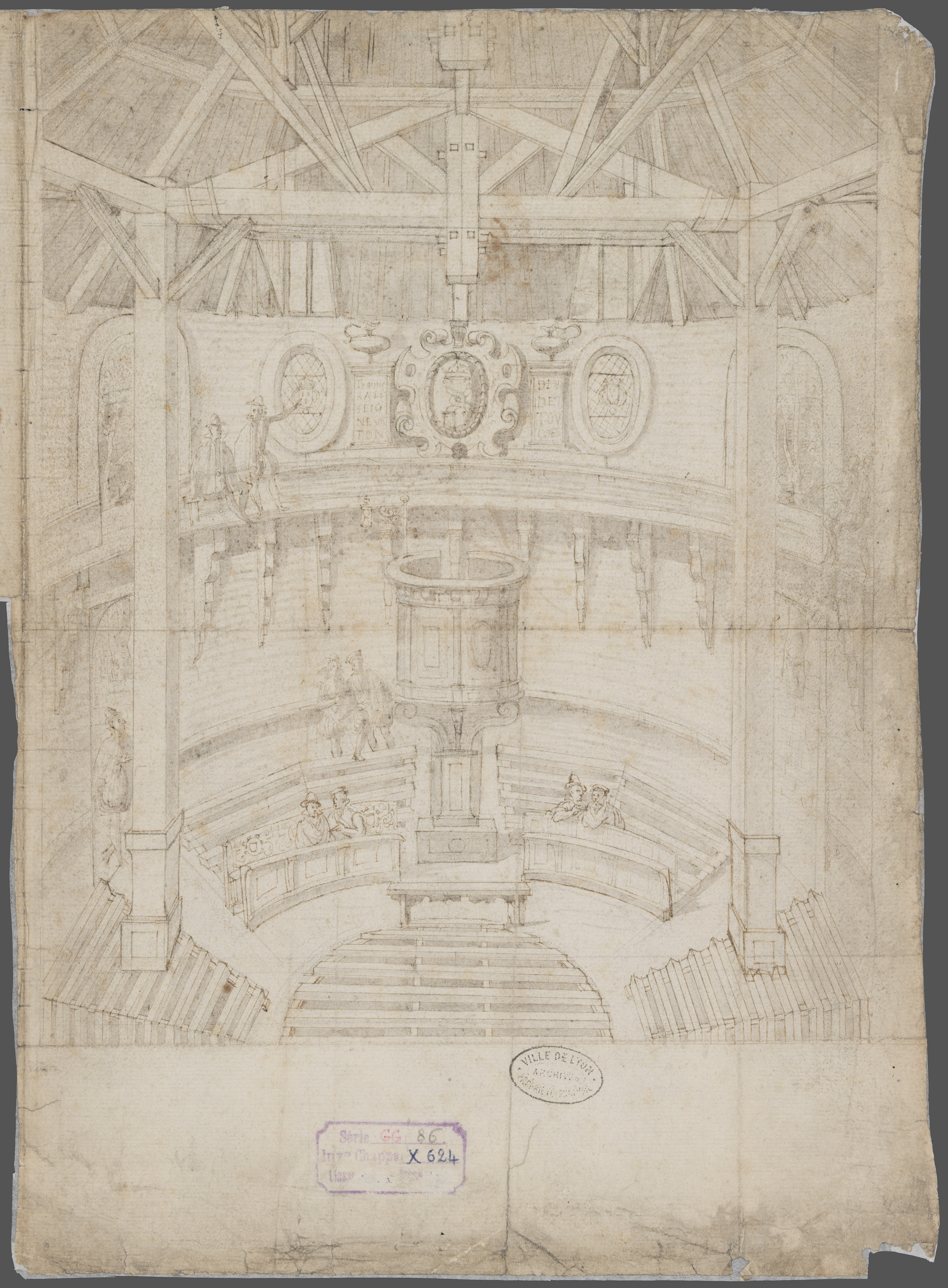
Dessin du temple dit "du Paradis" par Jean Perrissin, conservé aux Archives municipales de Lyon.

L’œuvre est la plus ancienne représentation d'un temple protestant. Elle est donnée par le professeur Picot à la bibliothèque de Genève en 1827 (inventaire 179), qui la prête, depuis 2005 et sur le long terme, au Musée international de la Réforme, à Genève.
Il existe également plusieurs dessins du Temple de Paradis réalisés vers 1564, qui représentent l'intérieur et l'extérieur du bâtiment. Ces dessins sont réalisés à la mine de plomb, à l'encre brune et au lavis gris. Ils sont conservés aux archives municipales de Lyon.